# LNG e스포츠
LNG e스포츠(LNG Esports)는 중화인민공화국의 리그 오브 레전드 프로게임단이다. 과거에는 히어로즈 오브 더 스톰, 오버워치 프로게임단을 운영했다.

## 리그 오브 레전드

### 연혁
- 2013년 9월 11일 : Snake Esports 창단
- 2019년 5월 21일 : LNG Esports로 팀명 변경

### 소속 선수
- 감독 : 왕량이
- 코치 : 신형섭 쩡룽 창포하오

| 이름     | 소환사명 | 포지션  | 비고 |
| -------- | -------- | ------- | ---- |
| 치신     | PandaC   | 탑      |      |
| 후자러   | Ale      | 탑      |      |
| 이승용   | Tarzan   | 정글    |      |
| 김태상   | Doinb    | 미드    |      |
| 왕광위   | Light    | AD 캐리 |      |
| 쩌밍하오 | LvMao    | 서포터  |      |
| 랴오딩양 | lwandy   | 서포터  |      |

### 주요 성적
- 2021 리그 오브 레전드 프로리그 서머 4위
- 리그 오브 레전드 월드 챔피언십 2021 공동 12위
- 네스트 2021 조별 리그 4위
- 데마시아 컵 2021 4강
- 2022 리그 오브 레전드 프로리그 스프링 5-6위
- 2022 리그 오브 레전드 프로리그 서머 4위

## 같이 보기
- 리그 오브 레전드 프로리그(LPL)